# William Alexander (pittore)
William Alexander (Maidstone, 10 aprile 1767 – Maidstone, 23 luglio 1816) è stato un pittore e illustratore inglese.

## Biografia
Nel 1784 venne ammesso come studente alla Royal Academy of Arts. Divenne, a partire dal 1802, docente di arte presso il collegio militare a Great Marlow, la sua opera più famosa fu pubblicata in una raccolta di 3 volumi (il primo nel 1810, il secondo nel 1812 e l'ultimo nel 1815) di incisioni che per conto del British Museum gli aveva commissionato Taylor Combe e che illustravano il testo scritto da quest'ultimo. Un quarto volume era quasi pronto prima ma l'autore morì.
Alla sua opera The Costume of China s'ispirarono gli artisti Frederick Crace e Henry Lambelet per dipingere i soggetti sulle pareti della Music Room del Royal Pavilion a Brighton.